# McLaren F1 (auto)

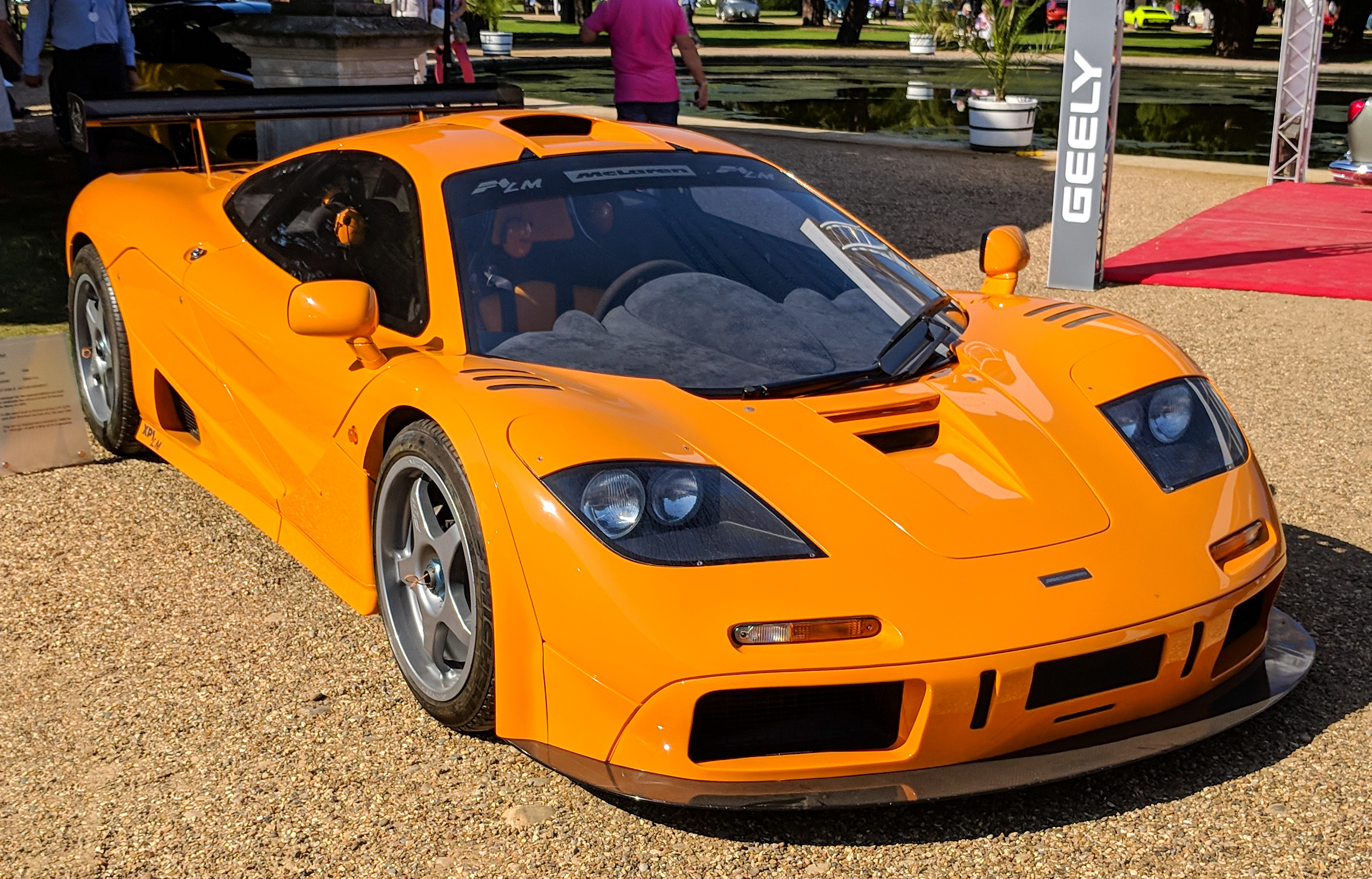
McLaren F1 LM

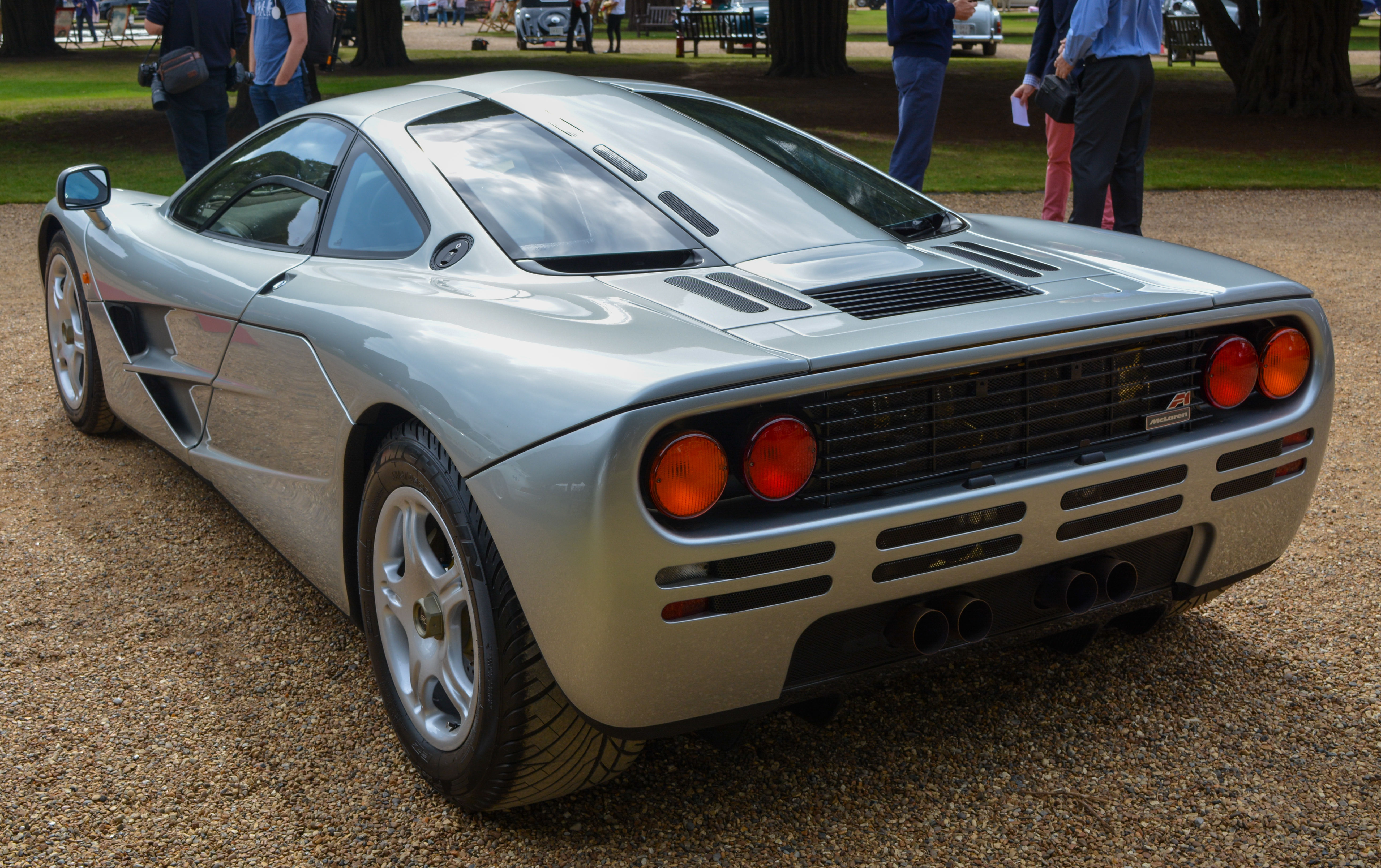
McLaren F1

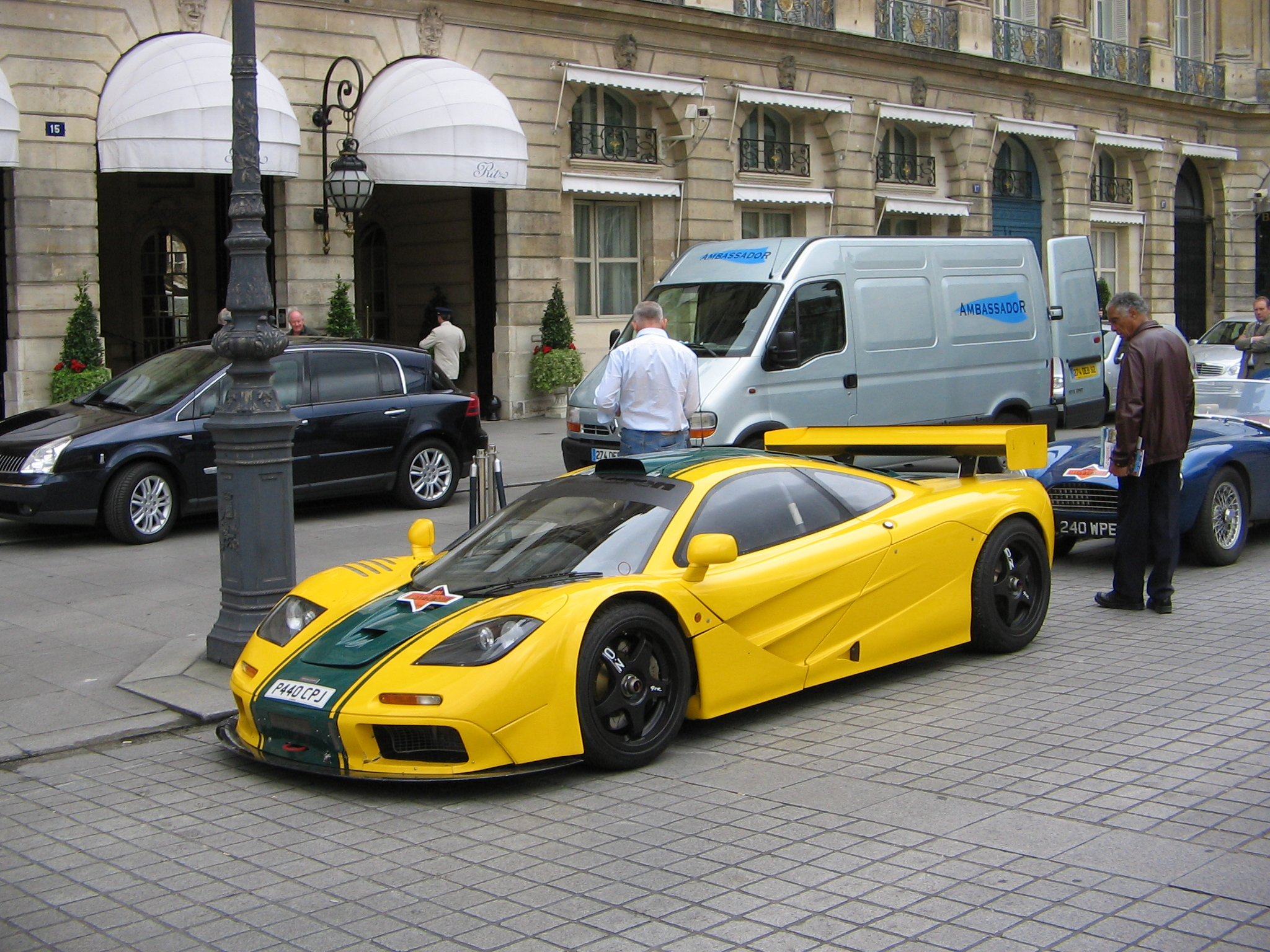
McLaren F1 GTR 95

De McLaren F1 is een door McLaren Cars geproduceerde auto tussen 1992 en 1998. McLaren Cars is onderdeel van de McLaren Technology Group, waaronder ook het McLaren-Formule 1-team valt.
De auto heeft een krachtige BMW 6,1 liter V12-motor en de bouwers claimden lange tijd de snelste auto voor op de weg te zijn. De auto werd ontworpen door Gordon Murray, die ook werkzaam is in de Formule 1, met het doel de beste sportauto te worden. De auto heeft onder meer een bladgouden hitteschild. De bestuurderspositie zit in het midden (volgens de fabrikant omdat men dan een beter zicht heeft op de weg) en heeft twee passagiersstoelen naast de bestuurdersstoel.
De auto werd ook gebruikt om te racen, onder meer voor de 24 uur van Le Mans.
In 1995 won, na een regelwijziging, de McLaren F1 deze race. De auto had 298 ronden afgelegd.

## Snelheidsrecords
Een tijd lang was de McLaren F1 de snelste productieauto van de wereld met een geclaimde topsnelheid van 386,5 km/u. Al werd ook gedacht dat dit 'slechts' 373 of 376 km/h is. 
Pas tien jaar later, op 28 februari 2005 werd dit record verbroken door de Koenigsegg CCR met een topsnelheid van 387,87 km/u op het testcircuit van Nardo Prototipo. In mei van 2006 claimde de lang verwachte Bugatti Veyron een topsnelheid van 407,5 km/u op het Volkswagen-testcircuit Ehra-Lessien. Inmiddels heeft SSC de Aero uitgebracht. Volgens SSC kan deze theoretisch gezien een topsnelheid van 439 km/u halen, maar met testen is tot nu toe een maximum van 414 km/u bereikt. Op 5 juli 2010 brak de Bugatti Veyron Super Sport met een motorvermogen van 1200 pk dit record met 434 km/u, maar deze is begrensd op 415 km/u. Verder in 2014 bracht Koenigsegg de One:1 op de markt met een top van 440 km/u en 1340 pk. Tot nog toe is de Koenigsegg One:1 de snelste productie auto ter wereld, hoewel de Bugatti Chiron hoge ogen gooit met z'n 1500pk en snelheidsmeter die loopt tot 500km/h.
Al deze wagens hebben echter iets wat de F1 niet heeft, namelijk geblazen aandrijving; oftewel, turbo-power. De F1 blijft daarmee nog steeds de snelste atmosferische productieauto ter wereld.

## Productieaantallen
- F1: 64
- F1 GTR 95: 9
- F1 GTR 96: 9
- F1 GTR 97: 10
- F1 LM: 5
- F1 GT: 3
- Prototypes: 7
- Totaal: 107

## Kenmerken

### Basisgegevens
- Vermogen: 627 pk bij 7.200 toeren per minuut.
- Motor: BMW 6,1 Liter V12
- Lengte: 4290 mm
- Breedte: 1830 mm
- Hoogte: 1150 mm
- Leeggewicht: 1125 kg.

### Prestaties
- Acceleratie 0-100 km/h: 3,2 seconden
- Topsnelheid: 386,4 km/h

### Banden
De Mclaren F1 staat op 235/45ZR17-voorbanden en 315/45ZR17-achterbanden. Deze zijn speciaal ontworpen en uitsluitend ontwikkeld voor de McLaren F1 door Goodyear en Michelin. De banden zijn gemonteerd op 17-door-9-inch (43 × 23 cm) en 17-by-11,5-inch (430 × 290 mm) gegoten magnesium velgen, beschermd door een stevige en beschermende verf. De vijfspaaks wielen zijn geborgd met magnesium retentiepinnen.

### Interieur
De McLaren F1 had iets wat de meeste supersportwagens in die tijd ontbeerden: airconditioning. Andere comfortkenmerken zijn: elektrische raamontdooiing, elektrische bedienbare ramen, centrale deurvergrendeling, Kenwood 10-cd-stereo-installatie, four-lamp high performance-koplampen, verlichting in alle compartimenten, op maat gemaakte koffers die in de opbergvakken passen en een op maat gemaakte golftas. Airbags zijn niet aanwezig in de auto.

### Carrosserie en chassis
De McLaren F1 is de eerste productieauto met een complete koolstofvezel versterkte kunststof (CRFP) monocoque chassisstructuur. Aluminium en magnesium werden gebruikt voor de bevestigingspunten voor de vering. De auto beschikt over een centrale zitpositie – de bestuurdersstoel is geplaatst in het midden, vóór de brandstoftank en vóór de motor, met de passagiersstoelen aan weerszijden iets daar achter. De vlinderdeuren van het voertuig gaan omhoog open. De motor produceert veel warmte onder volledige belasting. Dit veroorzaakt een hoge temperatuurvariatie in de motorruimte.  Daarom is besloten de motorruimte niet uit koolstofvezel te vervaardigen.